# Ladiser Straße
De Ladiser Straße (L286) is een 6,79 kilometer lange Landesstraße (lokale weg) in het district Landeck in de Oostenrijkse deelstaat Tirol. De weg is een zijweg van de Landesstraße Serfauser Straße (L19). Van daar loopt de weg omhoog langs Ladis (1189 m.ü.A.) naar het dorpje Fisser Höfe (1323 m.ü.A., gemeente Fiss), waar de weg opnieuw aansluit op de Serfauser Straße., Het beheer van de straat valt onder de Straßenmeisterei Ried im Oberinntal. De weg werd in 2003 in beide richtingen verboden toegang voor autobussen langer dan twaalf meter. In 2007 is dit gewijzigd in een toegangsverbod voor bussen langer dan 13,50 meter, jaarlijks tussen 1 mei en 1 oktober.